# Hladkivșciîna, Zolotonoșa
Hladkivșciîna (în ucraineană Гладківщина) este o comună în raionul Zolotonoșa, regiunea Cerkasî, Ucraina, formată numai din satul de reședință.

## Demografie
Componența lingvistică a comunei Hladkivșciîna
     Ucraineană (96,95%)
     Rusă (2,72%)
Conform recensământului din 2001, majoritatea populației comunei Hladkivșciîna era vorbitoare de ucraineană (96,95%), existând în minoritate și vorbitori de rusă (2,72%).